# 海綿表孔珊瑚
海綿表孔珊瑚（学名：Montipora spongodes）为軸孔珊瑚科表孔珊瑚屬下的一个种。